# The Pagan Winter
A The Pagan Winter a magyar Sear Bliss együttes első stúdiófelvétele 1995-ből. A felvételek idején a zenekaralapító Nagy András basszusgitáros mindössze 17 éves volt. A szombathelyi black metal zenekar ennek a demónak köszönhette a holland Mascot Recordsszal kötött három albumra szóló lemezszerződését.

## Az album dalai
1. Ancient - 4:54
2. The Pagan Winter - 4:24
3. …Where The Darkness Always Reigned - 7:20
4. Twilight - 4:33

## Közreműködők
- Csejtei Zoltán - ének
- Csejtei Csaba - gitár
- Barbarics János - gitár
- Winter - szintetizátor, dalszövegek
- Nagy András - basszusgitár
- Szűcs Gergely - trombita
- Bertalan Balázs (vendég) - dob
- Máté Zoltán (vendég) - énekhang a "Twilight"-on

## Újrakiadás, 1997
A debütáló Sear Bliss album (Phantoms) sikere nyomán a kiadó 1997-ben CD-n is megjelentette az eredetileg csak kazettán terjesztett The Pagan Winter demó hanganyagát.
Az újrakiadáshoz a Phantoms album borítóját is készítő holland Kris Verwimp rajzolt új grafikát. A számlista a 12-perces "In The Shadow of Another World" dallal bővült. A bónusz dalt 1996. november 7. és 11. között a soproni Nautilus stúdióban rögzítették Boda András hangmérnökkel. Az "In The Shadow of Another World" egy teljes albumnyi, soha ki nem adott számokat tartalmazó próbatermi felvétel része volt.
A felvételt készítő 1996-os Sear Bliss felállás:
- Nagy András - basszusgitár, ének
- Barbarics János - gitár
- Csejtei Csaba - gitár
- Csejtei Zoltán - dob
- Winter - szintetizátor
- Szűcs Gergely - trombita

## Külső hivatkozások
- Sear Bliss hivatalos weboldal
- Encyclopaedia Metallum